# Алексушин, Глеб Владимирович
Глеб Влади́мирович Алексу́шин (род. 22 сентября 1969, Куйбышев, РСФСР) — российский учёный-историк, преподаватель истории, журналист, экскурсовод, краевед, специалист по ряду вспомогательных исторических дисциплин (генеалогия, ономастика, фалеристика, топонимика, партикуляристика), доктор исторических наук.

## Биография

### Родители
Отец — Алексушин Владимир Степанович (род. 20 декабря 1941 года), архитектор, художник, член Союза архитекторов Российской Федерации, работал на административных постах, помощником депутатов Самарской губернской думы В. Д. Середавина и П. А. Анисимова.
Мать — Алексушина Татьяна Фёдоровна (род. 27 февраля 1944 года), заслуженный работник культуры Российской Федерации, искусствовед, краевед, экскурсовод, реставратор, работала в Самарском художественном музее и в муниципальном музее «Самарская детская картинная галерея».

### Учёба и работа
Окончил исторический факультет Самарского государственного университета в 1993 году с квалификацией «Историк. Учитель истории и обществоведения».
В 1995 году в Самарском госуниверситете защитил кандидатскую диссертацию по теме «Пароходное общество „Кавказ и Меркурий“». В 2009 году в Военном университете Министерства обороны РФ защитил диссертацию на соискание степени доктора исторических наук по теме «Развитие губернаторской власти в России (1708—1917 гг.): исторический опыт и уроки».
В 1986—2005 годах преподавал краеведение и реферативную работу[уточнить] в самарском экономическом лицее и школе № 15. В 1986—2005 годах преподавал историю в школах Самары (№ 92, № 102, № 148, Наяновой) и самарском медико-техническом лицее. Преподавал в школе экскурсоводов при турагентстве «У-ра».
Был доцентом кафедры в Самарском юридическом институте; заместителем директора по науке Поволжского филиала Международного университета в Москве[уточнить]. В Самарском муниципальном институте управления был проректором по СиДО и профессором кафедры «Государственное и муниципальное управление». Доцент кафедры теории и истории государства и права (Рособрнадзор; 2007). Профессор Академии военных наук (2005). С 1 сентября 2013 года — профессор кафедры коммерции и сервиса в Самарском государственном экономическом университете. Организатор, соорганизатор и участник нескольких десятков вузовских, межвузовских, ведомственных, региональных, всероссийских и международных научных и научно-практических конференций, семинаров и круглых столов.
Увлекается пешим, водным и горным туризмом (категорийные водные походы) и авторской песней.
Награждён почётным знаком «10 лет Самарскому юридическому институту», почётными грамотами 3-й и 2-й степеней «За многолетний безупречный труд на благо города Самара».

## Авторские теории и методы

### Теории
- Теория трёхмерного интеллиджибельного пространства (модернизация теории Тойнби, описана в статьях);
- теория этнического пространства (описана в статьях);
- теория историко-культурных эпох (описана в статьях);
- теория трёхслойного течения времени (модернизация теорий «Школы Анналов», описана в статьях);
- теория революции (модернизация теории Сорокина, описана в статьях);
- теория трёхмерности социальной стратификации (модернизация теории П. А. Сорокина).

### Методы
- Метод сравнительной персонификации (описан и использован в книгах автора «Самарские губернаторы» и «Во главе Самары»);
- методы прямой и обратной региональной проекции.

## Общественная деятельность

### Комиссии, рабочие группы и проекты
- Член городской топонимической комиссии Самары (постановление главы городского округа Самара № 513 от 13 июля 2008 года).
- Член рабочей группы по разработке государственной символики Самарской области (1998).
- Член рабочей группы по реорганизации Музея истории города Самара (2007).
- Заместитель председателя рабочей группы по уточнению даты основания Самары (2008).
- Участник проекта празднования 300-летия российского флота в Самаре (1996).
- Один из инициаторов и участник проекта празднования 150-летия Самарской губернии (2001).

### Участие в конференциях
- «Интернет. Общество. Личность — ИОЛ-1999», Санкт-Петербург, 1—5 февраля 1999 г.
- Губернский комиссар от Временного правительства. (Константин Иванович Иньков) // Наследие-современность. Международная конференция художественных музеев 1998 года. Самара, 2000. С. 86—91.
- Самарский австрийский консул Владимир фон-Вакано // Российско-германские связи: история и современность. Материалы Второй Международной научно-практической конференции. Самара, 2002. С. 136—141.
- Всероссийская конференция по региональной истории. Липецк, 1996.
- Международный семинар, посвященный 10-летию Самарского муниципального Университета Наяновой, Самара, 1998.
- «Проблемы изучения истории Отечественной войны 1812 года», Саратов, 2002.
- «Петербург в историческом сознании». Санкт-Петербург, 2003.
- «Проблемы военной истории», Самара, 2005.
- «Проблема текста в гуманитарных исследованиях». Москва, 2006.

### Фестивали конкурсы авторской песни
- Член жюри Грушинского фестиваля до 2006 г.
- Сотрудник и руководитель эстрады № 3 Гостиного двора в 2007—2010 гг.
- Руководитель творческой части фестиваля авторской песни «Мир бардов» в 2010 г.
- Член жюри Интернет-конкурса-2010 и 2011 https://web.archive.org/web/20160304232434/http://www.samarabard.ru/board/viewtopic.php?f=106&t=2082

### Выставки
- Соорганизатор выставки «Тюрьма и воля» в Самарском областном историко-краеведческом музее им. П. В. Алабина как части проекта «Закрытое пространство в открытом обществе» (Самара, 2003).
- Соорганизатор выставки «Благотворительность на связи 3 веков» (Самара, 2006).

## Основные работы

### Монографии и учебные пособия
- Автореферат кандидатской диссертации «Пароходное общество „Кавказ и Меркурий“». Самара, 1995. (тираж 100 экз.)
- Самарские губернаторы. — Самара: Самарский дом печати, 1996. (тираж 10 000 экз.) 1
- Во главе Самары. — Самара: Самарский дом печати, 1999. (тираж 1000 экз.)
- Летопись областной клинической… — Самара: Самарский дом печати, 2000. (тираж 700 экз.)
- Партикулярная Россия.— Самара: Издательство СЮИ Минюста России, 2001. (тираж 500 экз.)
- Изучение истории (недоступная ссылка). Самара: Издательство Самарского государственного педагогического университета, 2002. (тираж 500 экз.)
- История правоохранительных органов. — Самара: Издательство АНО «ИА ВВС» и АНО «Ретроспектива», 2005. (тираж 1000 экз.)
- История Самарского края для экскурсоводов. — Самара: Издательство АНО «ИА ВВС» и АНО «Ретроспектива», 2006. (тираж 500 экз.)
- История губернаторской власти в России (1708—1917 гг.). Монография. — Самара: Издательство АНО «ИА ВВС» и АНО «Ретроспектива», 2006. (тираж 500 экз.)
- История города Самара. (История государственного и муниципального управления провинциального города на материалах г. Самара). Учебно-методическое пособие. — Издательство АНО «ИА ВВС» и АНО «Ретроспектива», 2008.
- История города Самара. (История государственного и муниципального управления провинциального города на материалах г. Самара). Хрестоматия. — Издательство АНО «ИА ВВС» и АНО «Ретроспектива», 2008.

#### Работы в соавторстве
- Самарская ретроспектива. Проект газеты «Ваш выбор — Самара». (С А. В. Барышевым, О. М. Литвинцевой и Л. Ш. Шафигуллиной) Самара: Издательство АНО «ИА ВВС» и АНО «Ретроспектива», 2003. (Тираж 500 экз.).
- Закрытое пространство в открытом обществе (тюрьма и воля). (С И. Н. Лазаревой, Л. В. Муруговой, Т. Ю. Конякиной, В. К. Тюкиным). Самара, 2003.
- «Россия — священная наша держава»: прошлое с нами (недоступная ссылка). Учебное пособие в 5 книгах. Книга 1. Наука истории. (С А. В. Горожаниным, В. В. Рыбниковым, Г. М. Ипполитовым, В. Я. Ефремовым). Самара: НТЦ, 2003.
- «Россия — священная наша держава»: прошлое с нами (недоступная ссылка). Учебное пособие в 5 книгах. Книга 2. От Руси изначальной к России императорской: «династия огромного размера». (С А. В. Горожаниным, В. В. Рыбниковым, Г. М. Ипполитовым, В. Я. Ефремовым). Самара: НТЦ, 2003.
- «Россия — священная наша держава»: прошлое с нами (недоступная ссылка). Учебное пособие в 5 книгах. Книга 3. Россия императорская: путь в неизведанное. (С А. В. Горожаниным, В. В. Рыбниковым, Г. М. Ипполитовым, В. Я. Ефремовым). Самара: НТЦ, 2004.
- Уголовно-исполнительная система. 125 лет.  (недоступная ссылка с 20-05-2013 [4440 дней] — история, копия) (С М. Г. Детковым, С. Х. Шамсуновым, П. В. Ященко). М., 2004.
- «Русь — Россия — СССР — Россия: этапы большого пу-ти». Учебное пособие в 2-х тт. Т. 1. От Руси изначальной к году 1917: «Из мрачной глубины веков ты поднималась исполином…». (С А. В. Горожаниным, В. В. Рыбниковым, Г. М. Ипполитовым, В. Я. Ефремовым). Самара: НТЦ, 2004.
- «Россия — священная наша держава»: прошлое с нами (недоступная ссылка). Учебное пособие в 5 книгах. Книга 4. Россия, век XX: годы великих потрясений и строительство нового мира (1900—1945 гг.). (С А. В. Горожаниным, В. В. Рыбниковым, Г. М. Ипполитовым, В. Я. Ефремовым). Самара: НТЦ, 2005.
- «Россия — священная наша держава»: прошлое с нами (недоступная ссылка). Учебное пособие в 5 книгах. Книга 5. От сверхдержавы СССР к России постсоветской. (С А. В. Горожаниным, В. В. Рыбниковым, Г. М. Ипполитовым, В. Я. Ефремовым). Самара: Издательство Самарского юридического института ФСИН России, 2005.
- «Русь — Россия — СССР — Россия: этапы большого пути». Учебное пособие в 2-х тт. Т. 2. По исторической спирали взлетов и падений: «В года разлук, в года сражений, когда свинцовые дожди…». (С А. В. Горожаниным, В. В. Рыбниковым, Г. М. Ипполитовым, В. Я. Ефремовым). Самара: Издательство Самарского юридического института ФСИН России, 2006.
- История правоохранительных органов Отечества. Учебное пособие. (с В. В. Рыбниковым). М.: Щит-М, 2007. (Тираж 1000 экз.).

#### Редакторская работа
- Сборник научных статей. По материалам научно-практической межвузовской конференции «Концепция ВУЗа нового типа». — Самара: Издательство АНО «ИА ВВС», 2004.
- Русско-японская война: взгляд через век. Сборник научных статей. По материалам 1-й Российской заочной научной конференции. — Самара: Издательство АНО «ИА ВВС», 2005.
- Сборник научных статей. По материалам 2-й научно-практической межвузовской конференции «Концепция ВУЗа нового типа». — Самара: Издательство АНО «ИА ВВС», 2005.
- Вспоминая о Главном. Самара: «Офорт», 2006.
- Вестник Поволжского филиала Международного университета в Москве (гуманитарного). — Самара: Издательство АНО «ИА ВВС», 2006.

### Статьи
Автор свыше 550 статей в центральной и местной популярной и научной прессе, в том числе 11 из них — в журналах, рекомендованных ВАКом:
- Компьютерные программы в преподавании истории // Преподавание истории в школе. 1994. № 5. С. 35—38.
- Пароход «Бурлакъ» и другие: к вопросу о транспортных интересах губернаторской власти // «Речной транспорт». 1995. № 3. С. 39—41.
- Крупнейшее монопольное транспортное предприятие в приволжских губерниях // «Речной транспорт». 1996. № 2. С. 30—31.
- Создание волжского пароходного дела в 1815—1842 гг. при поддержке губернаторской власти // «Речной транспорт». 1996. № 4. С. 28—29.
- Основатель российского транспорта П. П. Мельников как представитель губернаторской власти // «Речной транспорт». 1997. № 1. С. 32—33.
- Деятельность губернаторской власти по совершенствованию охраны правопорядка в Российской Империи // Известия Самарского научного центра Российской академии наук. Специальный выпуск «Актуальные проблемы гуманитарных наук». № 3. Самара: Издательство СНЦ РАН, 2006. С. 245—254.
- Роль губернаторской власти в развитии судостроения в XVIII—XIX веках // «Судостроение». 2007. № 2(721). Март-апрель.
- Роль губернаторской власти в развитии судоходства в XVIII — начале XX века // «Речной транспорт. XXI век». 2007. № 3(27).
- Образование представителей дореволюционной губернаторской власти Отечества // «Право и образование». 2007. № 9. Сентябрь.
- Михаил Николаевич Галкин-Врасский как теоретик и практик тюремного права // «Право и образование». 2008. № 2. Февраль.
- Приоритетная роль media-курса в образовании XXI века // «Право и образование». 2008. № 6. Июль.

#### Циклы статей
- Цикл по руководителям самарского края в газете «Волжская коммуна».
- Цикл по улицам и площадям Самары в газете «Ваш выбор — вся Самара» (2005—2006).
- Цикл из 4 статей в журнале «Таможня» (июнь-сентябрь 2007).
- Цикл по истории самарских зданий в газете «„Свежая газета“. Самара (недоступная ссылка)» (2007—2008).

### Работа на телевидении
Четыре выступления гостем, экспертом или героем сюжета в телепередачах самарских телерадиокомпаний «СКАТ» и «СТС-Волга» (2006—2008), на телеканале «Культура» 2008.

### Работа в документальном кино
- Автор сценариев четырёх документальных телефильмов по 14 мин. каждый ГТРК «Самара», показанных в эфире 29 июля, 5, 12 и 19 августа 1998 г. (о самарских губернаторах С. Г. Волховском, К. К. Гроте и А. А. Арцимовиче, самарских конке и трамвае)
- Соавтор документального телефильма «Магистраль», снятого к 130-летию Куйбышевской железной дороги (декабрь 2004)
- Соавтор документального телефильма «Самарские истории Великой победы» (ТРК «Терра-НТВ», весна 2005 г.), ставшего лауреатом всероссийского телевизионного конкурса «ТЭФИ-РЕГИОН 2005»
- Соавтор документального кинофильма «Михаил Челышев» (Поволжский историко-культурный фонд, 2006 г.)
- Соавтор документального кинофильма «Григорий Аксаков» (Поволжский историко-культурный фонд, 2006 г.)
- Соавтор документального кинофильма «Иван Блок» (Поволжский историко-культурный фонд, 2007 г.)
- Соавтор документального кинофильма «Альфред фон-Вакано» (Поволжский историко-культурный фонд, 2007 г.)
- Соавтор документального кинофильма «Александр и Петр Щербачевы» (Поволжский историко-культурный фонд, 2008 г.)

### Работа на радио
- Автор цикла радиопередач к 300-летию российского флота, вышедшего в эфир в июле 1996 г.
- Эксперт на передаче BBC в Самаре 27 февраля 2007 г.